# In voller Blüte
In voller Blüte (Originaltitel The Great Escaper) ist ein britischer Spielfilm aus dem Jahr 2023 von Regisseur Oliver Parker mit Michael Caine und Glenda Jackson. Das Drehbuch von William Ivory basiert auf den wahren Erlebnissen von Bernard Jordan, der sich 2014 mit 89 Jahren auf den Weg machte, um am 70-Jahr-Gedenken an den D-Day teilzunehmen.

## Handlung
Bernard „Bernie“ Jordan ist ein Veteran des Zweiten Weltkriegs, er war einer jener Soldaten, der mit seiner Einheit am D-Day im Juni 1944 mit den alliierten Streitkräften an den Stränden der Normandie landete. Mit seiner Frau Irene „Rene“ lebt Bernie in einem Altersheim. 2014 möchte er anlässlich des 70. Jahrestages des D-Days am Gedenken in Frankreich teilnehmen um seine gefallenen Kameraden zu ehren. Allerdings teilt ihm eine Pflegerin mit, dass seine Reservierung nicht rechtzeitig erfolgt ist und die geplante Seniorengruppenreise bereits ausgebucht war. Rene ermuntert ihn daher, es auf eigene Faust zu versuchen.
Bernie macht sich per Taxi und Fähre auf den Weg, mitsamt Kriegsorden und Rollator. Rene lässt sich einiges einfallen, um ihrem Mann einen zeitlichen Vorsprung zu verschaffen, bis die Heimleitung sein Verschwinden bemerkt. Unterwegs trifft er andere Kriegsveteranen wie Arthur sowie auf Heinrich, einen ehemaligen Soldaten der Wehrmacht. Inzwischen berichten auch die Medien über Bernies Unterfangen. In Rückblenden wird die Liebesgeschichte des jungen Bernie und der jungen Irene erzählt.

## Synchronisation
Die deutsche Synchronisation übernahm die Digital Media Technologie. Das Dialogbuch schrieb Martin Brücker, Dialogregie führten Christoph Cierpka und Martin Brücker.
| Rolle                 | Darsteller         | Synchronsprecher  |
| --------------------- | ------------------ | ----------------- |
| Bernard Jordan        | Michael Caine      | Jürgen Thormann   |
| Irene Jordan          | Glenda Jackson     | Marianne Groß     |
| Adele                 | Danielle Vitalis   | Samina König      |
| Arthur                | John Standing      | Eckart Dux        |
| Bernard Jordan (jung) | Will Fletcher      | Philipp Lind      |
| Douglas Bennett       | Elliot Norman      | Flemming Stein    |
| Heinrich              | Wolf Kahler        | Bernd Stephan     |
| Irene Jordan (jung)   | Laura Marcus       | Lina Rabea Mohr   |
| Judith                | Jackie Clune       | Sabine Falkenberg |
| Martin                | Brennan Reece      | Jonas Minthe      |
| Nathan                | Donald Sage Mackay | Marc Schülert     |
| Scott                 | Victor Oshin       | Vincent Fallow    |
| Vicky                 | Carlyss Peer       | Nadine Schreier   |

## Produktion und Hintergrund

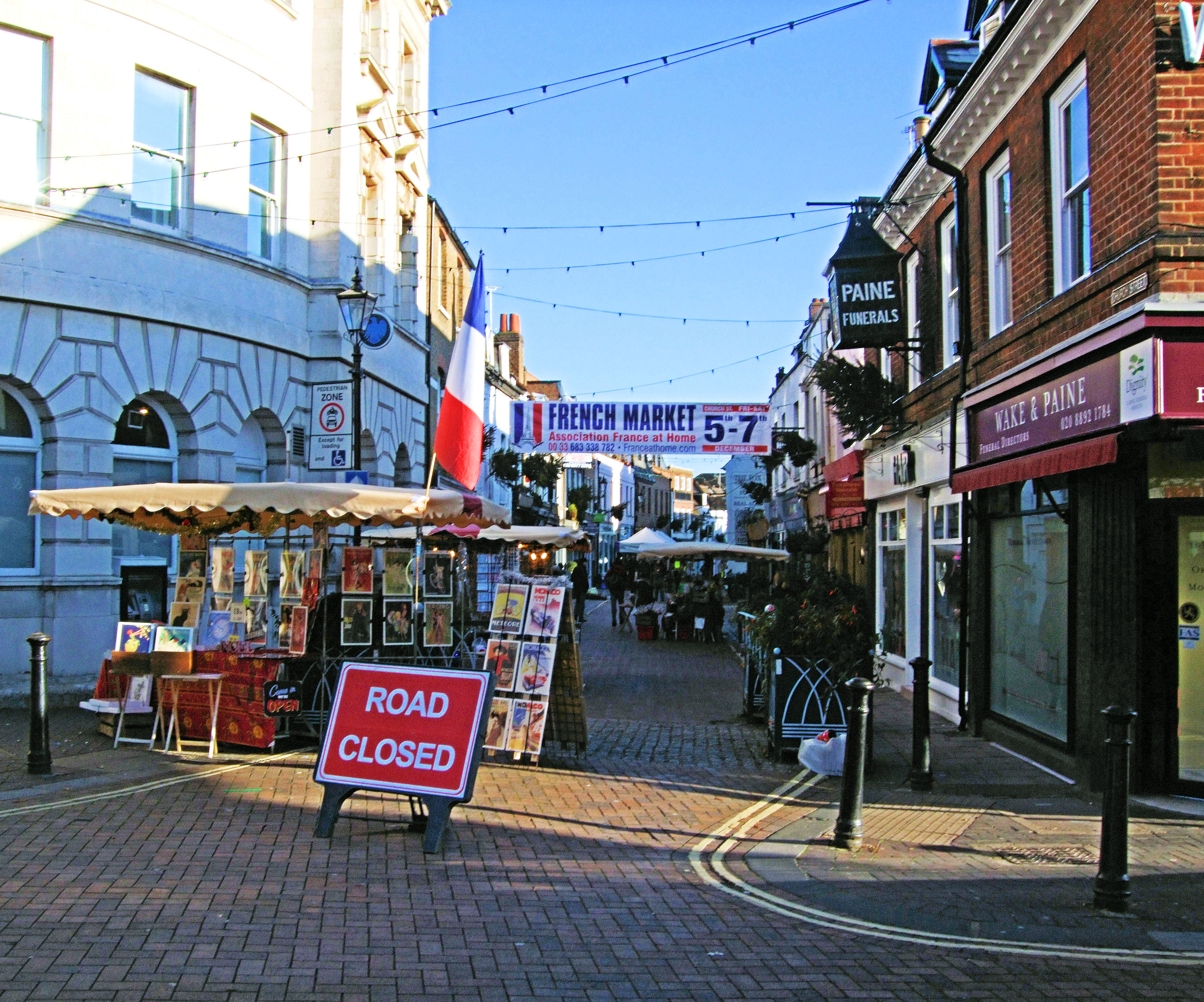
Einer der Drehorte: die Church Street in Twickenham

Die Dreharbeiten fanden ausschließlich in England statt, um Reisen für die älteren Darsteller zu minimieren. Die französische Straßenszene entstand im September 2022 in der Church Street in Twickenham, weitere Drehorte waren Camber Sands in East Sussex Anfang Oktober 2022 und Hastings.
Der Film wurde von Pathé, BBC Film, Ecosse Films in Koproduktion mit Film i Väst und Filmgate Films produziert, als Produzenten fungierten Robert Bernstein und Douglas Rae. Die Kamera führte Christopher Ross, die Musik schrieb Craig Armstrong und die Montage verantwortete Paul Tothill. Das Set-Design gestaltete Nick Palmer und das Kostümdesign Emma Fryer.
Für die im Juni 2023 verstorbene Glenda Jackson war es die letzte Filmrolle. Michael Caine gab das Ende seiner Filmkarriere mit diesem Film bekannt. Caine und Jackson standen zuvor für Die romantische Engländerin (1975) als Ehepaar vor der Kamera.
Mit The Last Rifleman mit Pierce Brosnan in der Hauptrolle entstand unter der Regie von Terry Loane ein ähnlicher Film, in dem Brosnan den Nordiren Artie Crawford verkörperte und anlässlich des 75. Jahrestages des D-Days 2019 sich auf den Weg nach Frankreich macht. Beide Filme basieren auf den realen Erlebnissen von Bernard Jordan. Der Film wurde am 5. November 2023 auf Sky UK veröffentlicht.

## Veröffentlichung
Premiere war im September 2023 im BFI Southbank in London. Der deutsche Kinostart war am 23. November 2023, der österreichische Kinostart am darauffolgenden Tag. In den Deutschschweizer Kinos startete der Film am 14. Dezember 2023.

## Rezeption
Kira Taszman schrieb auf Filmdienst.de, dass Michael Caine die perfekte Besetzung für diesen Bernie sei, dies mache er schon durch seine schiere Präsenz deutlich und sie bedarf keiner großen Monologe. Glenda Jackson und Michael Caine verbinde auf der Leinwand eine schöne Chemie. Der Film erzähle anschaulich und ohne Pathos, wie sehr die wenigen Monate im Krieg das Leben von Bernie beeinflusst und welche tiefen seelischen Narben sie hinterlassen haben.
Markus Tschiedert bewertete den Film auf Filmstarts.de mit drei von fünf Sternen. In dem Wissen, dass Glenda Jackson und Michael Caine ein letztes Mal im Kino zu sehen sind, schwingen hier ganz viel Abschiedsschmerz und Filmnostalgie mit. Regisseur Oliver Parker sei kein Meisterwerk gelungen, dafür sei die Story zu dünn. Aber man sei wirklich angetan von zwei Menschen, die beim Abschied von der Leinwand noch so viel Lebenslust ausstrahlen.
Peter Bradshaw vergab in der britischen Tageszeitung The Guardian vier von fünf Sternen, Caine und Jackson seien ein großartiges Doppel. Bianka Piringer bewertete den Film, der mit sanftem Charme und leisem Humor berühre, auf film-rezensionen.de mit acht von zehn Punkten.
Marian Wilhelm bezeichnete den Film auf DerStandard.at als „schönsten Abschiedsfilm seit Harry Dean Stantons Lucky“.